# 2028
Évszázadok: 20. század – 21. század – 22. század
Évtizedek: 1970-es évek – 1980-as évek – 1990-es évek – 2000-es évek – 2010-es évek – 2020-as évek – 2030-as évek – 2040-es évek – 2050-es évek – 2060-as évek – 2070-es évek
Évek: 2023 – 2024 – 2025 – 2026 –  2027 – 2028 – 2029 – 2030 – 2031 – 2032 – 2033

## Várható események

### Határozott dátumú események
- január 1. – Olaszország veszi át az Európai Unió Tanácsának soros elnökségét Görögországtól.[1]
- január 26. – Gyűrűs napfogyatkozás Észak-Amerika keleti része, Közép- és Dél-Amerika, Nyugat-Európa és Északnyugat-Afrika felett.
- július 1. – Lettország veszi át az Európai Unió Tanácsának soros elnökségét Olaszországtól.[1]
- július 14. – Megkezdődnek a 2028. évi nyári olimpiai játékok Los Angelesben.
- július 22. – Teljes napfogyatkozás Délkelet-Ázsia, Ausztrália és Új-Zéland felett.
- november 7. – Elnökválasztás az Amerikai Egyesült Államokban.

### Határozatlan dátumú események
- július – A Szaturnusz Titan holdja kutatására elkészült Dragonfly űrszonda indítása.[2]
- szeptember – Az Artemis IV, az Artemis-program második Holdra szállása és a Lunar Gateway űrállomás összeszerelése.[3]

## Az év témái

### Évszázados évfordulók
- június 14. – Che Guevara argentin–kubai forradalmár születésének 100. évfordulója.

### 2028 a sportban
- A Nemzetközi Olimpiai Bizottság (NOB)  2017-es limai közgyűlésének döntése értelmében Los Angeles ad otthont a nyári ötkarikás játékoknak.[4]
- Az V. téli ifjúsági olimpiai játékok.